# BPV 1–18
Die BPV 1–18 waren Güterzug-Schlepptenderlokomotiven der Budapest–Fünfkirchener Eisenbahn (Budapest–Pécsi Vasút, BPV).
Die BPV bestellte diese 16 Lokomotiven 1882 bei Wöhlert in Berlin.
Zwei weitere folgten 1883 aus Floridsdorf.
Sie erhielten die Betriebsnummern 1–18.
Anlässlich der Verstaatlichung der BPV 1889 bekamen sie die
MÁV-Nummern 1015–1032, danach die Kategoriebezeichnung IIIk und die Nummern 3031–3048.
Ab 1911 wurden sie 341,001–018.
Die Lokomotiven leisteten Dienst bei der MAV bis Mitte der 1950er Jahre. Einzige erhaltene Lokomotive ist die ehemalige 341.012. Sie stand bis 1959 im Dienst. Danach war sie ca. 20 Jahre lang die Betriebslok bei einer Zuckerfabrik in Sárvár. Im Jahr 1985 rekonstruiert, gehört sie seitdem zum Bestand des Bahnpark Budapest. Bei ihr ist umso erstaunlicher, da es sich bei ihr um das einzige erhaltene Exemplar der Firma Wöhlert handelt.